# Las Terrenas
Las Terrenas är en kommun i Dominikanska republiken.   Den ligger i provinsen Samaná, i den östra delen av landet, 100 km nordost om huvudstaden Santo Domingo. Antalet invånare i kommunen är cirka 19 000.
Terrängen runt Las Terrenas är kuperad söderut, men åt nordost är den platt. Havet är nära Las Terrenas åt nordväst. Närmaste större samhälle är Sánchez, 11,8 km sydväst om Las Terrenas. I omgivningarna runt Las Terrenas växer i huvudsak städsegrön lövskog.